# Фильчев, Василий Васильевич
Василий Васильевич Фильчев — советский хозяйственный, государственный и политический деятель, Герой Социалистического Труда.

## Биография
Родился в 1910 году. Член КПСС.
С 1930 года — на хозяйственной, общественной и политической работе. В 1930—1956 гг. — комсомольский и партийный работник в Московской области и городе Москве, инструктор, заведующий отделом Московского горкома ВКП(б), секретарь Ухтомского городского комитета ВКП(б), первый секретарь Ухтомского райкома ВКП(б). 
Указом Президиума Верховного Совета СССР от 7 апреля 1949 года присвоено звание Героя Социалистического Труда с вручением ордена Ленина и золотой медали «Серп и Молот».
Умер в мае 1984 года. Похоронен в Москве на Донском кладбище.